# 黑緣絲鰭鸚鯛
黑緣絲鰭鸚鯛，又名黑緣絲隆頭魚、紅娘仔、柳冷仔、烏邊鸚哥，为隆頭魚科絲隆頭魚屬下的一个种，分布於西太平洋區，包括台灣南部、呂宋島、中沙群島等海域，棲息深度6-40公尺，體長可達13公分，棲息在礁石底部海域，生活習性不明，可作為觀賞魚。

## 擴展閱讀
維基物種上的相關：黑緣絲隆頭魚